# Phil Harris
Phil Harris (født 24. juni 1904, død 11. august 1995) var en amerikansk skuespiller, sanger og musiker.